# Бокінка-Крулевська
Бокінка-Крулевська, або Бокинка Королівська (пол. Bokinka Królewska) — село в Польщі, у гміні Тучна Більського повіту Люблінського воєводства. Населення — 238 осіб (2011).

## Історія
Як звітував командир сотні УПА Іван Романечко («Ярий») у лютому 1946 року, значну частину населення («майже ціла Бокинка Королівська») становили «калакути» («перекидчики») — українці, які прийняли римо-католицтво й вважали себе поляками.
У 1975—1998 роках село належало до Білопідляського воєводства.

## Демографія
Демографічна структура станом на 31 березня 2011 року:
|          | Загалом | Допрацездатний вік | Працездатний вік | Постпрацездатний вік |
| -------- | ------- | ------------------ | ---------------- | -------------------- |
| Чоловіки | 114     | 27                 | 66               | 21                   |
| Жінки    | 124     | 28                 | 56               | 40                   |
| Разом    | 238     | 55                 | 122              | 61                   |